# Organizzazione militare dei Celti
Per organizzazione militare dei Celti s'intende lo studio della storia militare e dell'arte bellica dei Celti dal X secolo a.C., data canonica dello sviluppo, in Europa, della cultura celtica, ai primordi dell'Era cristiana, quando le Guerre romano-celtiche si chiusero con la definitiva vittoria dei Romani.
In questo ampio contesto spazio-temporale si collocano le lotte tra le varie tribù celtiche per il controllo dell'Europa centrale e dell'occidentale, sia contro le precedenti popolazioni europee preistoriche sia le une contro le altre. E, inoltre, i grandi conflitti contro solide strutture statali quali il Regno di Macedonia, gli stati ellenistici, gli Etruschi ed i Romani. Dal V secolo a.C. al II secolo a.C., i Celti monopolizzarono, nell'immaginario delle popolazioni mediterranee, il ruolo dei "barbari" iperborei, perdendolo solo quando i Romani entrarono in contatto con la popolazione germanica dei Cimbri.
Al tempo dell'apogeo dell'Impero romano (II secolo), i Celti ancora indipendenti, (Britanni, Caledoni e Scoti), vivevano nell'attuale Gran Bretagna e in Irlanda, ed ivi proseguirono, in relativo isolamento, la loro tradizione bellica, apportandovi sostanziali evoluzioni solo a seguito delle incursioni degli Anglosassoni (dal V secolo), dei Vichinghi (dal IX secolo) e dei Normanni (dal XII secolo).

## Origini della tradizione militare celtica: guerre tribali di Hallstatt e propagazione dei corredi di La Tène

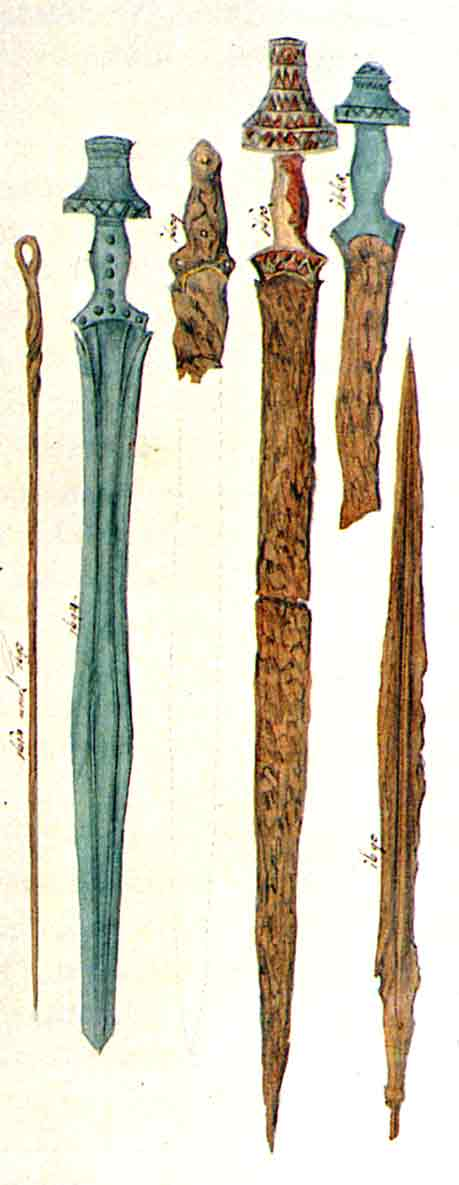
Immagine del XIX secolo raffigurante alcune spade Hallstattiane.

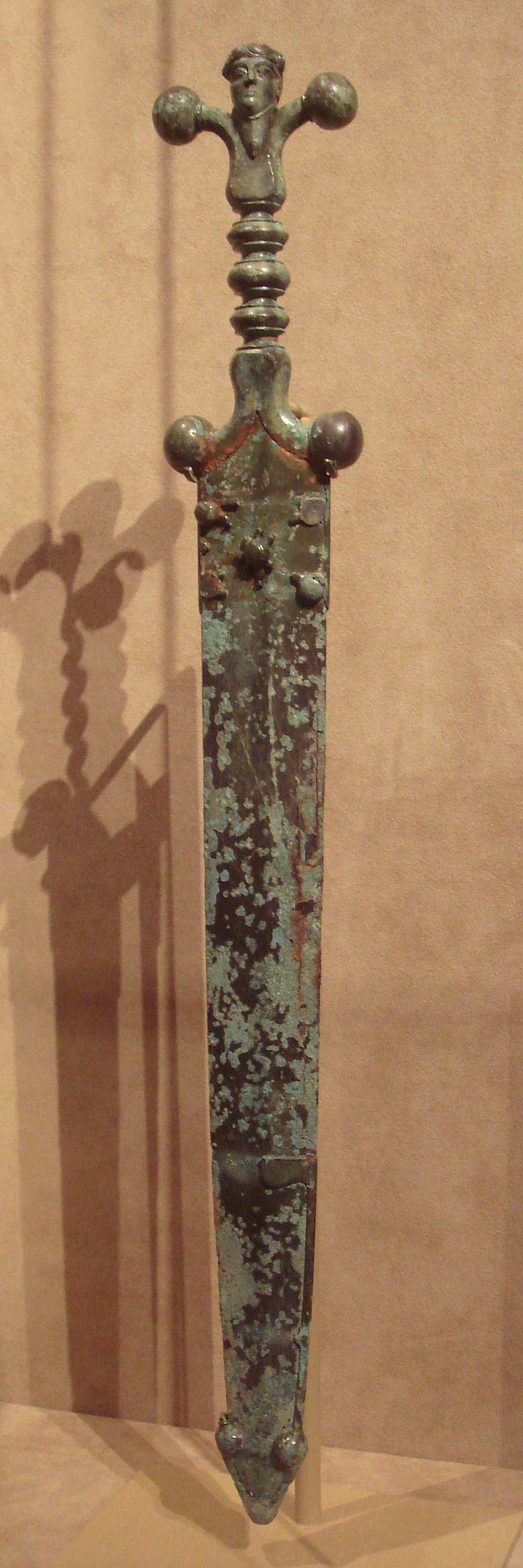
Spada e fodero celtici, ca. 60 a.C.

Una delle caratteristiche peculiari della cultura celtica fu il ricorrere della pratica bellica, sia intesa come pratica mercenaria, sia come guerra tribale. Seppur la tradizione mitologica insista nel presentare il ricorso dei Celti alla guerra come un esempio di primavera sacra, fenomeno niente affatto inconsueto nelle civiltà indoeuropee e riconducibile a fenomeni di razzia perpetrata in modo sistematico per questioni ludico-economiche, la cronaca storica ed i rilevamenti archeologici evidenziano invece un approccio molto più politico alla guerra, intesa come mezzo per estendere il potere e l'autorità della tribù, o del clan.
L'evidenza di un profondo mutamento nell'armamento dai Protocelti (Cultura di Hallstatt - XII-VI secolo a.C.) ai Celti (Cultura di La Tène - VI-I secolo a.C.) sostiene l'ipotesi di una evoluzione bellica:
- Le prime armi di Hallstatt (Età del Bronzo Tardo) erano lunghe spade in bronzo, poi in ferro, dalle quali emerse l'archetipo della spada celtica con lama "a foglia". Oltre alla spada venivano utilizzate lance, giavellotti e daghe, anche se solo i nobili potevano permettersi la panoplia completa. L'armatura era composta dallo scudo, generalmente ovale, dall'elmo e da una corazza in cuoio o lino pressato[3].
- Alla fine di Hallstatt la spada lunga scomparve, a favore di una daga dalla lama corta e massiccia, in concomitanza con l'utilizzo sempre più frequente del ferro[3] e l'apparizione, nel corredo funebre, di un carro a quattro ruote.
- Al principio di La Tène, la spada lunga tornò in auge, probabilmente come arma preferenziale dei guerrieri che combattevano da carri a due ruote. La spada sviluppò in  seguito varianti ad un solo filo, mentre si diffuse l'uso della lancia, "arma di massa" per bande armate sempre più numerose. I corredi funebri dei ricchi ci testimoniano poi il diffondersi di elmi crestati e di cotte in maglia di ferro. In questo periodo i Celti utilizzavano sia le spade corte da stocco (40 cm), sia quelle lunghe da taglio (fino a 80–90 cm), contenute in foderi di legno o cuoio. Altrettanto utilizzati erano i giavellotti (da tre a quattro a persona, stando ai ritrovamenti funebri) e le lance. La cavalleria non aveva ancora un ruolo importante. Gli elmi erano poco frequenti, e cominciarono a diffondersi lentamente dal IV secolo a.C.[4].
- In tutto l'areale toccato dai Celti, dall'Ungheria, all'Italia, alle isole britanniche, tra IV e III secolo a.C., nei corredi funebri ricorrono temi iconografici comuni, come la coppia di draghi e la lira zoomorfa, forse simboli di una comune appartenenza a consorterie guerriere inter-tribali.

A partire dal V secolo, i Celti mossero dall'Europa Centrale verso il Mediterraneo, provocando turbolenze nell'equilibrio geo-politico del mondo classico:
- Stando a Tito Livio, già in precedenza, al tempo del regno di Tarquinio Prisco, nel VI secolo a.C., Celti provenienti dalla Gallia avevano mosso guerra agli avamposti commerciali etruschi lungo il Ticino[N 1].
- Nel IV secolo a.C., i Galli Senoni di Brenno attraversarono l'Italia settentrionale, portarono guerra all'Etruria e saccheggiarono Roma nel 390 a.C.
- Nel III secolo a.C. i Celti noti come Galati compirono scorrerie nei Balcani, in Grecia ed in Anatolia.

Gli storici si sono interrogati su quali dinamiche sociali abbiano permesso, a un complesso sempre politicamente frammentato come quello celtico, di mettere in atto movimenti di ampia portata militare e demografica quali l'invasione dell'Italia Settentrionale del IV secolo a.C. e l'espansione balcanica e anatolica del secolo successivo. Indubbiamente, tali dinamiche accompagnarono una mutazione nella struttura sociale dei Celti del IV secolo a.C., il cui elemento di maggior rilievo è rappresentato dal declino delle antiche casate, il cui predominio venne sostituito, per cause ancora sconosciute, da un nuovo ceto guerriero sviluppatosi già dal declino di Hallstatt. Questa élite guerriera, composta da esponenti della piccola aristocrazia terriera, si organizzava in confraternite o eterìe guerriere alle quali accenna Polibio parlando dei Celti discesi in Italia. Forse l'attitudine ad aggregarsi in consorterie guerriere potrebbe fornire la chiave in grado di spiegare le doti di dinamismo e mobilità mostrate dai Celti nei secoli della loro espansione. Questo farebbe luce anche sulla loro capacità di superare gli angusti orizzonti ancestrali e le tradizionali divisioni in una dimensione super-tribale, analoga a quella dei Fianna del ciclo feniano della mitologia irlandese. Questa attitudine era probabilmente permeata e rinsaldata da comuni sensibilità religiose, come il tema della ricerca eroica della "buona morte", secondo l'ostentata ritualità dei Gesati che, nudi in battaglia, andarono incontro al nemico e alla morte nella Battaglia di Talamone..

## Organizzazione militare dei Celti per area geografica

### Gallia Transalpina, Cisalpina ed Italia centrale

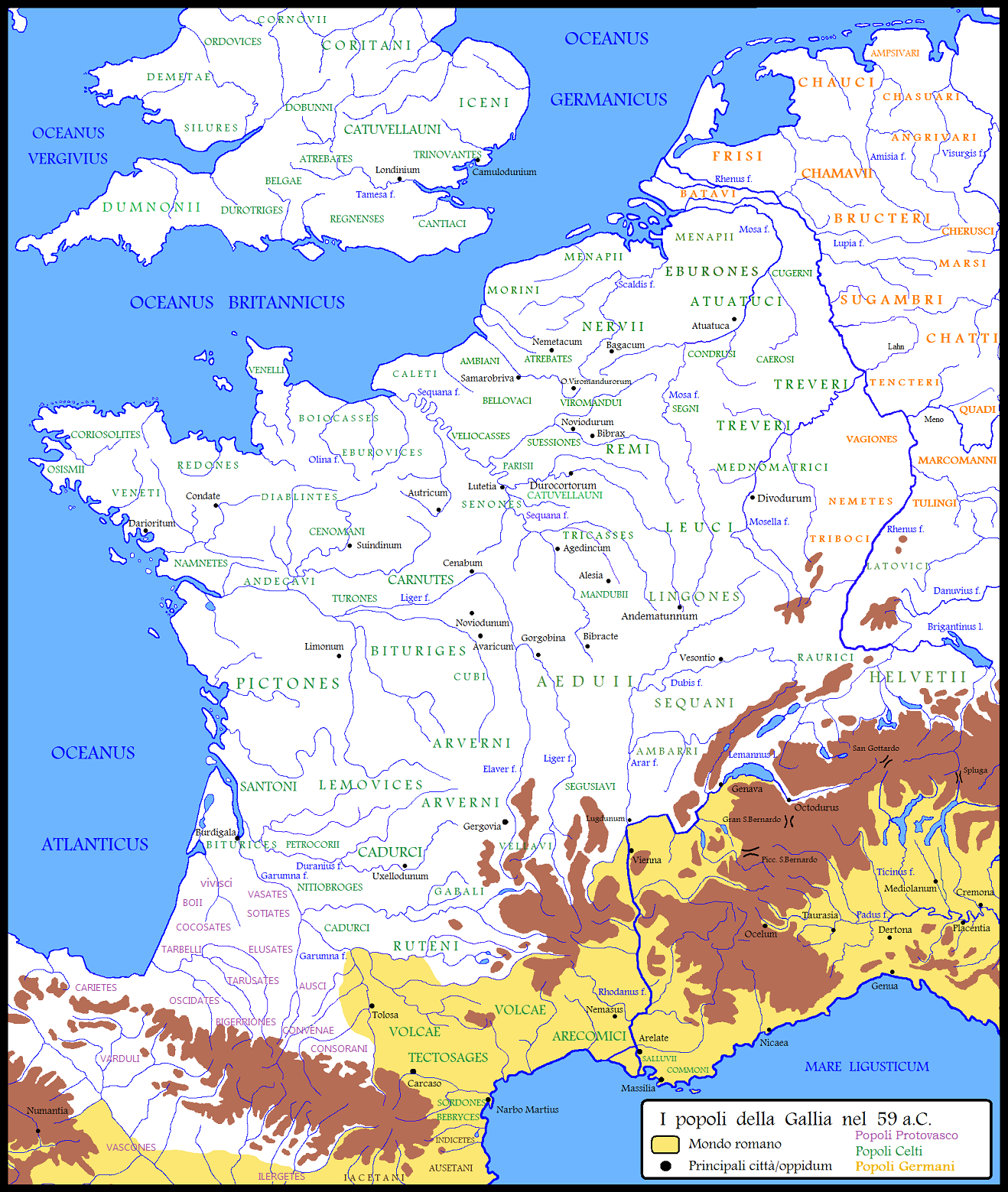
La Gallia Transalpina prima della sua conquista da parte dei Romani di Cesare (58 a.C.).

La celtizzazione di gran parte dell'Europa avvenne all'insaputa dei Romani il cui interesse per la sicurezza non esulava da un ambito essenzialmente locale. Equi, Volsci, Sabini ed Etruschi, erano i popoli, tutti confinanti, con i quali Roma si era dovuta misurare sin dalla sua fondazione. Solo in alcuni casi i rapporti diplomatici si erano spinti più lontano, portando Roma a intrattenere contatti diretti con Cartagine. Ma queste antiche relazioni si inquadravano comunque in un ambito più vasto, all'interno di un regolamento di interessi reciproci già storicamente in atto tra l'area di influenza etrusca e quella punica. Questa convergenza di antica data era culminata, nella seconda metà del VI secolo a.C., nell'alleanza anti-focese della battaglia di Alalia, decisiva per definire gli equilibri tirrenici del V secolo a.C. I rapporti con Cartagine erano proseguiti anche dopo la fine dell'età regia quando Roma, agli esordi della repubblica, stipulò con Cartagine un trattato, il primo di una serie, di cui si ha notizia in Polibioiscrivibile nelle consuete relazioni tra l'area etrusca e Cartagine. Anteriormente al IV secolo a.C., altre relazioni ad ampio raggio erano state intrattenute con la Dodecapoli etrusca, con poleis della Magna Grecia come Cuma o, occasionalmente, per approvvigionamenti di frumento, con la Sicilia. Furono queste tre potenze – Etruschi, Cartaginesi e Magna Grecia a dominare gli equilibri della penisola italiana nel V secolo a.C. e a determinare l'ambito entro il quale mosse i primi passi l'espansionismo di Roma. All'interno di quello stesso spazio, a cavallo tra il V e il IV secolo a.C., si ebbe l'ingresso dei Celti.
L'invasione dei Celti nell'Italia del IV secolo a.C. e le vicende che ne scaturirono ebbero un impatto profondo non solo sulla storia di Roma, ma anche su quella etrusca e di altri popoli della penisola. Gli eventi riverberarono la loro eco al di là dei limiti regionali o peninsulari, riuscendo ad attrarre l'attenzione della tradizione culturale greca: Plutarco riferisce di come Eraclide Pontico, filosofo di poco successivo agli eventi, in un suo libro sull'anima, desse incidentalmente conto di una «certa notizia giunta dall'occidente, secondo cui un esercito, muovendo dall'Iperborea, aveva conquistato una città greca chiamata Roma, posta in un luogo imprecisato del Grande Mare». La notizia venne a conoscenza anche di Teopompo, Aristotele e di altri autori del IV secolo a.C.

#### Reciproche influenze con Etruschi, Romani e Germani
Etruschi

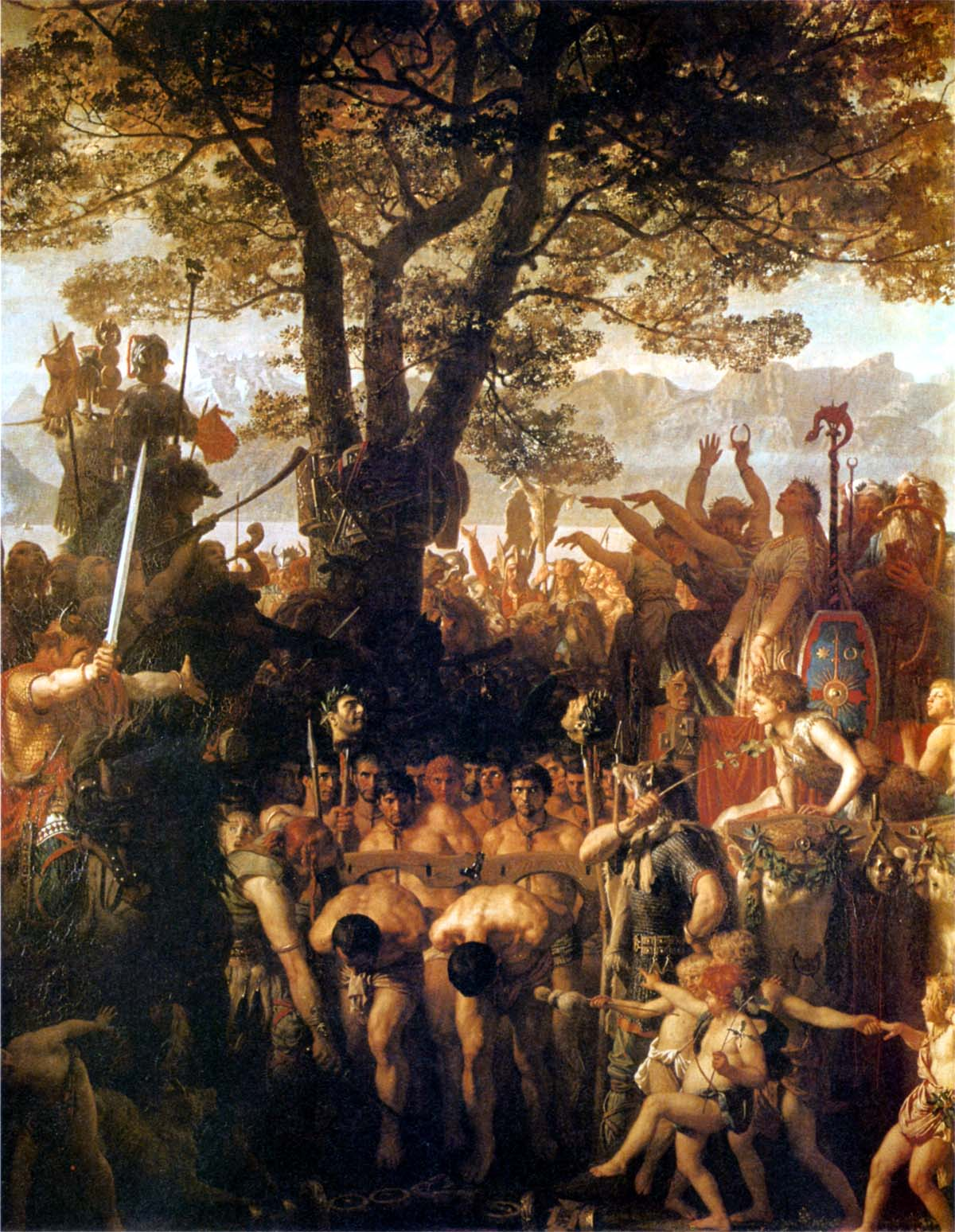
I Romani sconfitti dalla popolazione celtica degli Elvezi nella battaglia di Agen (107 a.C.), passano sotto il giogo.

Gli insediamenti etruschi della pianura padana (come Felsina, Melpum, Marzabotto e Spina) caddero progressivamente sotto la pressione dei Celti, dal VI secolo a.C., fino alla grande invasione del 390 a.C. che condusse questi ultimi ad espugnare Roma.
Gli Etruschi potrebbero aver appreso l'utilizzo dello scudo rettangolare con bordi arrotondati e rinforzo verticale centrale dai Celti, come pure l'utilizzo del carro, giunto in Italia attraverso due possibili direttrici, da Nord, attraverso la migrazione di popoli celtici del IV secolo, oppure dal sud-est, attraverso la frequentazione micenea delle coste italiane.
Romani
I Celti ebbero un ruolo fondamentale nello sviluppo delle armi e delle armature dei popoli con i quali si scontrarono maggiormente nel corso della loro storia, i Romani ed i Germani. Già le campagne in Spagna di Scipione l'Africano avevano portato alla diffusione, nell'esercito repubblicano, del gladius hispaniensis. A seguito delle campagne in Gallia di Giulio Cesare, l'equipaggiamento personale dei militari romani subì una marcata "celtizzazione".
La parola latina lancea usata per i giavellotti dalle truppe ausiliarie, si suppone possa essere derivata da una parola ibera o celtibera, sebbene la sua forma originale non sia ricordata. I Romani descrissero la lancia dei Celti con il termine di gaesum, latinizzando il termine celtico di gaisos.
Inoltre, le due parole latine per indicare il carro da guerra, carrus e covinnus, furono adottate dalla lingua celtica, anche se non sembra che i Romani abbiano impiegato i carri in guerra.
Germani
Intorno al 550 a.C. i Germani raggiunsero l'area del Reno, imponendosi sulle preesistenti popolazioni celtiche e in parte mescolandosi a esse (è considerato misto il popolo di confine dei Belgi. Sebbene portatori di una cultura più evoluta, i Galli transalpini subirono nel loro territorio l'insediamento di avamposti germanici, cosa che diede origine a processi di compenetrazione tra i due popoli: insediamenti appartenenti all'uno o all'altro ceppo si alternavano e si incuneavano, anche profondamente, nelle aree altrui. Sul lungo periodo, a uscire vincitori dal confronto furono i Germani, che qualche secolo più tardi sarebbero dilagati ad occidente del Reno. Lo stesso processo si verificò, a sud, lungo il Danubio.
Sappiamo che dal 72 a.C. un gruppo di tribù germaniche, capeggiate dagli Suebi di Ariovisto, aveva passato il Reno, proveniendo dall'area dei fiumi Neckar e Meno e tormentava con le sue scorribande il territorio gallico, infliggendo anche una dura sconfitta ai Galli presso Admagetobriga, nel 60 a.C. I Galli invocarono allora l'aiuto di Cesare, che sconfisse Ariovisto presso Mulhouse nel 58 a.C.

### Penisola iberica

La penisola iberica nel 300 a.C. circa.

Il nucleo centrale dell'insediamento celtiberico corrispondeva ad un'area della Spagna centrale, a cavallo tra le regioni di Castiglia, Aragona e La Rioja e compresa tra il medio bacino dell'Ebro e l'alto corso del Tago (la Meseta). La penetrazione in quest'area risale all'VIII-VI secolo a.C., anche se è possibile che alcune infiltrazioni proto-celtiche fossero avvenute anche in epoche precedenti, fin dal X secolo a.C. con l'espansione della cultura dei campi di urne).
In un secondo momento, i Celtiberi si espansero verso sud nell'attuale Andalusia e verso nord-ovest, fino a toccare le coste atlantiche della penisola in Galizia. A indicare i confini della penetrazione celtica nella Penisola iberica sono la toponomastica (caratteristici sono i prefissi seg- e i suffissi -samo e, soprattutto, -briga) e la diffusione del corpus delle iscrizioni in celtiberico, all'interno del quale spiccano i Bronzi di Botorrita.
I principali nuclei urbani dei Celtiberi, strutturati secondo il tipico schema indoeuropeo della "fortezza di collina", furono Numanzia, Kalakoricos (l'odierna Calahorra, chiamata dai Romani Calagurris) e Bilbilis (l'odierna Calatayud).

#### Reciproche influenze con Iberi e Cartaginesi
Iberi
Gli Iberi erano una popolazione preesistente della omonima penisola, che a partire dall'VIII secolo a.C. venne in contatto con le prime migrazioni celtiche. I Celti andarono così a insediarsi nelle pianure centrali e nelle zone costiere atlantiche. Dai Celti gli Iberi sembra abbiano adottato lo scudo ovale, poiché offriva una miglior protezione contro gli attacchi della fanteria pesante romana. Questo tipo di scudo era dotato di un umbone del peso di 5-7 kg a protezione dell'impugnatura centrale. 
Cartaginesi
Troviamo mercenari Celti al soldo dei Cartaginesi nella prima guerra punica, dapprima impiegati nell'assedio di Agrigento del 263 a.C. e, successivamente, impegnati in operazioni in Sardegna. Infine, tremila di loro, al comando di Autarito, furono coinvolti nella famosa rivolta mercenaria di Cartagine che dal 241 a.C., a conclusione della guerra punica, imperversò per anni e mise a repentaglio la stessa stabilità della città appena sconfitta da Roma.
Nel corso della seconda guerra punica importante fu l'impiego della fanteria celtica durante le operazioni sul suolo italico. Nel 217 a.C. il generale cartaginese contava circa 50.000 armati, in massima parte Galli che si erano aggiunti ai superstiti della marcia dell'anno precedente. Tuttavia, Annibale non aveva una grande opinione dei Galli come guerrieri e li considerava inferiori agli Iberi. Secondo Tito Livio, per questo motivo nel 216 a.C. a Canne Annibale dispose sulle ali gli Iberi ed al centro i Galli, in formazione a mezzaluna, con la convessità rivolta verso l'avversario, prevedendo correttamente che quest'ultimi non avrebbero retto alla pressione dello schieramento romano. I Romani infatti, avanzando, respinsero i Celti, finendo imbottigliati senza scampo fra le ali dello schieramento nemico. Nell'ultima e decisiva battaglia di Zama del 202 a.C., il generale cartaginese poté schierare 50.000 armati, tra cui 12.000 fanti celti e liguri subito a ridosso della prima linea degli elefanti.

### Isole britanniche

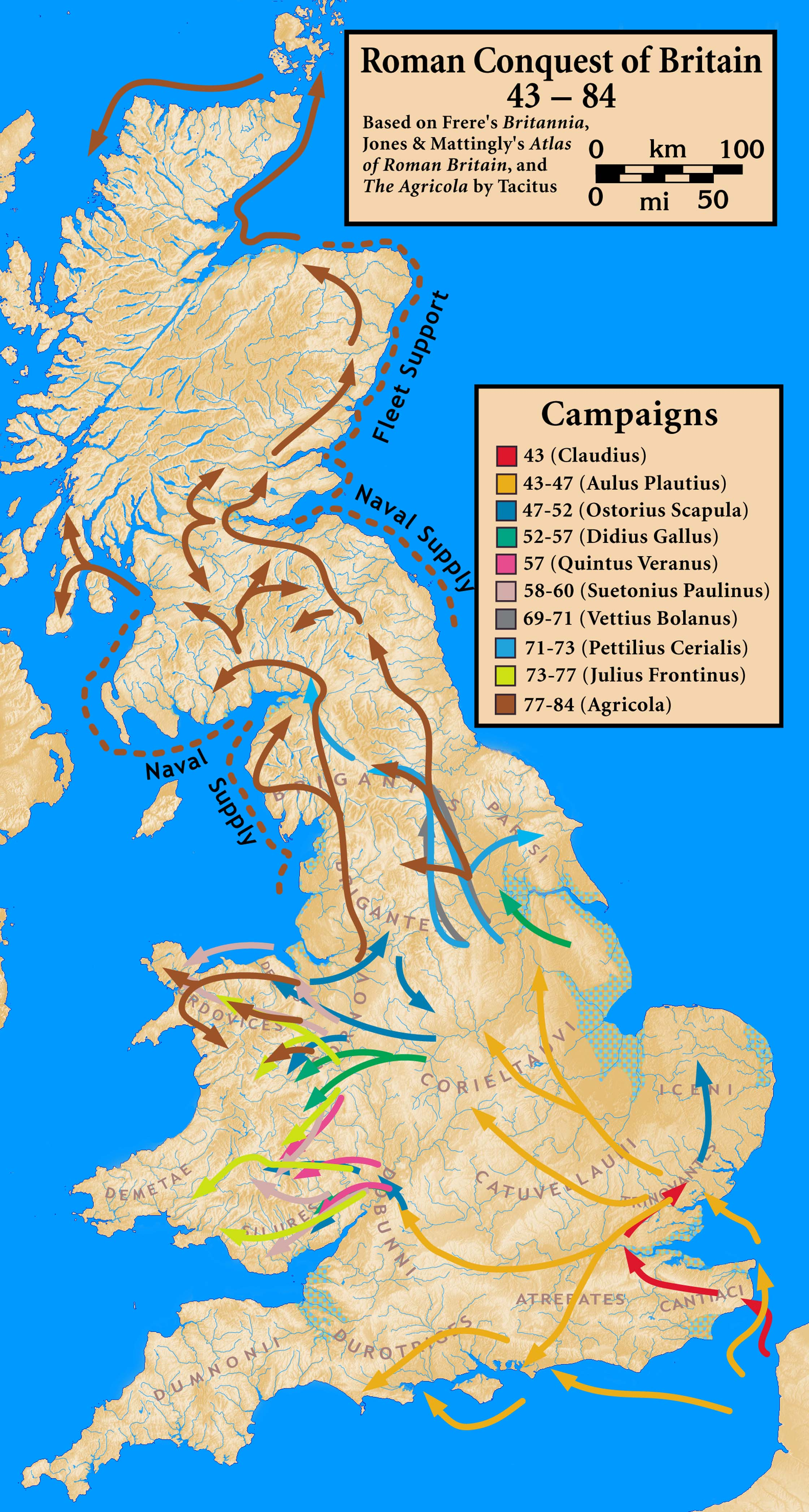
Le tappe della conquista romana della Britannia.

A partire dall'VIII-VI secolo a.C., gruppi di Celti invasero a più riprese le isole britanniche, sovrapponendosi ai precedenti abitanti. Tali gruppi provenivano, attraverso La Manica, dalle coste continentali dell'Europa, che i Celti avevano raggiunto dopo essersi espansi dalla loro zona originaria (l'area della Cultura di La Tène) discendendo il corso del Reno. A partire dall'odierna Inghilterra meridionale, si espansero rapidamente in tutta la Gran Bretagna e l'Irlanda, anche se nell'attuale Scozia il popolo pre-indoeuropeo dei Pitti conservò la propria individualità. Erano organizzati in gruppi tribali divisi in una classe superiore di guerrieri, dalla quale proveniva il capotribù e una classe inferiore di lavoratori liberi, semiliberi o schiavi .
I guerrieri Celti erano famosi per essere feroci e impavidi, donne guerriere e condottiere non erano però sconosciute. La più famosa tra queste fu Boudicca attorno alla metà del I secolo d.C. 
I Britanni si svilupparono molto un genere di fortificazioni collinari, poste su un terreno elevato, circondate da una profonda trincea, con la terra di riporto ammassata in banchi. L'area era circondata anche da una palizzata. Questa configurazione facilitava la difesa dagli assalti. Con il passare del tempo queste fortificazioni divennero sempre più ampie e ospitarono insediamenti permanenti e centri di commercio. Ne rimangono numerosi esempi ancora oggi dall'Inghilterra occidentale e sud-occidentale, fino alla Scozia settentrionale.
Nell'ambito delle guerre per la conquista della Gallia, Gaio Giulio Cesare condusse due rapide incursioni in Britannia, nel 55 e nel 54 a.C. delle quali diede un resoconto nel suo De bello Gallico
I Britanni rimasero indipendenti sino al 43 d.C., quando l'imperatore Claudio organizzò l'invasione dell'isola, affidandola ad Aulo Plauzio. Il generale sconfisse Carataco, re dei Catuvellauni, dando così inizio al dominio romano. In seguito, nuove spedizioni furono condotte da Publio Ostorio Scapula (47-51), da Svetonio Paolino (60-61) che affrontò e vinse la regina degli Iceni, Boudicca e da Gneo Giulio Agricola, che conquistò le terre dei Briganti e sconfisse le tribù dell'odierna Scozia. 
I Romani occuparono l'area dell'attuale Inghilterra e Galles, erigendo nel 122 un limes settentrionale fortificato, il Vallo di Adriano, sostituito temporaneamente nel 142 da uno ancora più a nord, il Vallo di Antonino. Al di là del limes, nell'attuale Scozia (e in Irlanda) rimasero indipendenti sia tribù britanniche, che i Pitti.

### Europa Orientale

Rappresentazione schematica dei movimenti di popoli e truppe durante la Grande expédition celtica in Grecia.

Nel IV secolo a.C. la pressione dei Celti verso i Balcani si esercitò verso quella stessa area danubiana in cui, alla fine del secolo precedente, si era probabilmente avuta una migrazione legata per tradizione al nome di Segoveso e documentata da alcuni resti archeologici, come quelli della necropoli di Stupava, presso Bratislava. Ma più a sud di quelle regioni, nei Balcani, ogni velleità d'invasione incontrava a quel tempo un ostacolo insormontabile nella Macedonia di Alessandro Magno.
I Senoni, avevano stipulato, intorno al 332-331 a.C., un trentennale trattato di pace con Roma. Una delle conseguenze fu il disimpegno dall'area italica di un ingente numero di guerrieri, che non tardò a dirigersi verso lo scacchiere balcanico.
Una prima ondata si ebbe già nel 310 a.C. Dodici anni più tardi, un nuovo tentativo si arenò miseramente di fronte alla vittoria di Cassandro sul monte Emo. Ma fu dopo il 281 a.C., che si prefigurò un nuovo scenario, con la morte di Lisimaco, diadoco di Tracia, nella battaglia di Curupedio: approfittando di questa nuova situazione ebbe inizio nella penisola balcanica una massiccia e aggressiva incursione di popoli celtici, un evento noto nella letteratura storica transalpina con il nome di Grande spedizione.
Nel 280 a.C., infatti, imponenti armate celtiche si radunarono nell'area nord-occidentale della Pianura pannonica, e si spinsero in tre tronconi nella penisola balcanica, fino nella Grecia centrale. I Greci denominarono gli invasori γαλάται, anziché κελτοί o κέλται, termine con il quale identificavano gli abitanti autoctoni delle aree grecizzate presso la colonia di Massalia.
I sussulti portati dall'invasione celtica coinvolsero la quasi totalità del mondo ellenistico, tralasciando il solo Egitto tolemaico. Furono anche un banco di prova per il nuovo mondo ellenistico, di fronte a turbative esterne: in quell'occasione, «tutta la nuova grecità (fatta eccezione per l'Egitto) si misurò sulla questione celtica» ma, «la capacità di reazione degli stati ellenistici fu all'altezza della situazione».

#### Reciproche influenze con Illiri, Traci e Daci, Macedoni e civiltà ellenistiche
Illiri
I Celti influenzarono gli Illiri, soprattutto quelli della Dalmazia e della Pannonia, in molti aspetti culturali e materiali. Il tipo di scudo di legno oblungo con un umbone di ferro fu introdotto dai Celti in Illiria. La cultura di Hallstatt influenzò abbondantemente gli Illiri.
Traci e Daci
Il modo di combattere dei Traci fu influenzato dai Celti e in vari modi, come per esempio l'adozione di alcune spade molto lunghe, benché non tutti le usassero: i Triballi, ad esempio, non adottarono l'equipaggiamento dei Celti. Un'altra arma, la sica, chiamata spada tracia (in lingua greca Θρακικον ξίφος), ebbe un uso molto diffuso: considerata un'arma tipicamente tracia, l'origine di questa spada proveniva dalla cultura di Hallstatt ed i Traci potrebbero averla adottata tramite i Celti.
Il popolo dei Bastarni costituì un'importante risorsa dell'esercito dacico. Alcune loro armi erano di tipo celtico, come le lunghe spade o gli scudi. I Celti ebbero un ruolo attivo in Dacia ed il popolo celtico degli Scordisci fu alleato dei Daci.
Macedoni e civiltà ellenistica

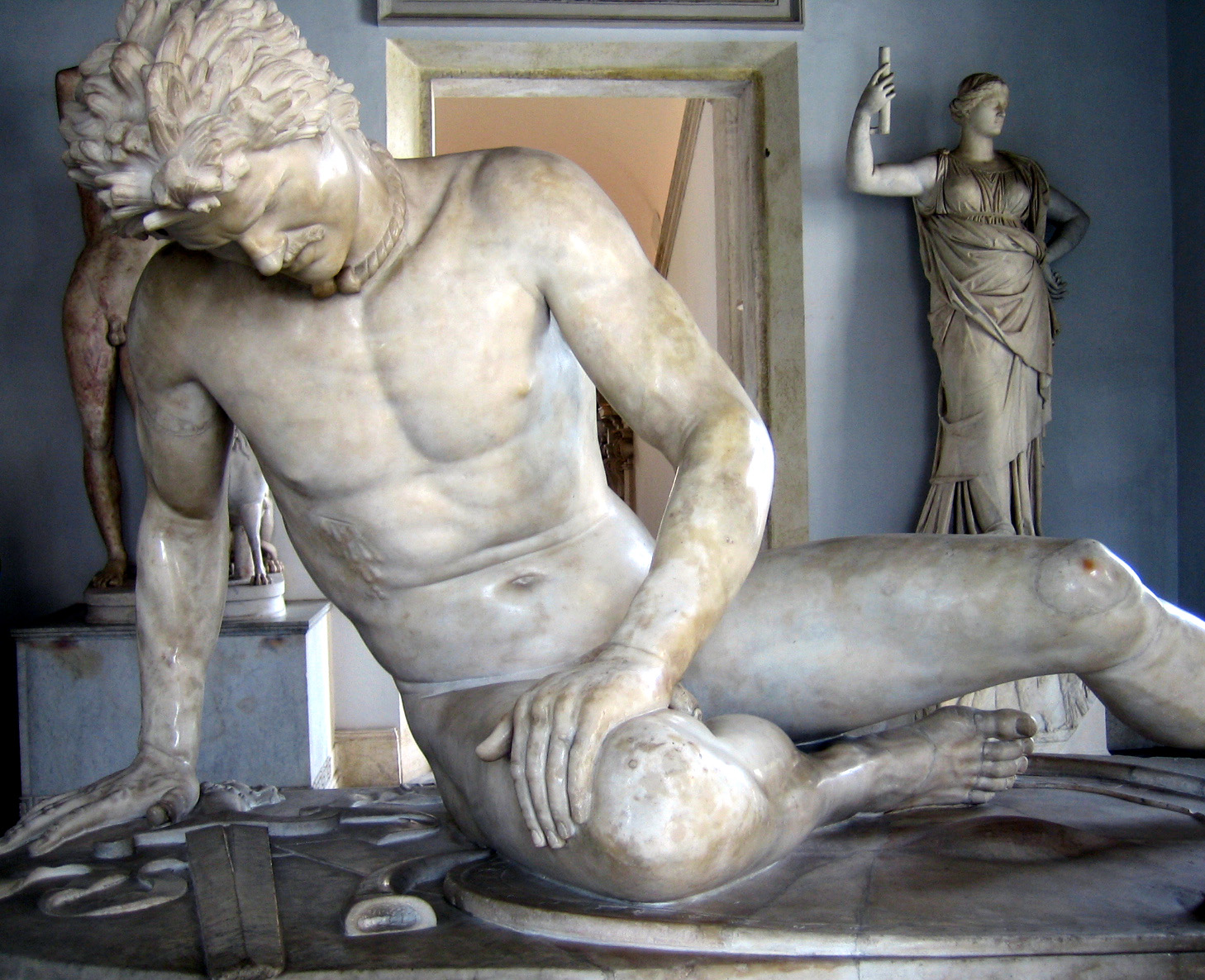
Galata morente: copia romana marmorea di una scultura ellenistica, forse realizzata in bronzo. L'opera fu commissionata tra il 230 e il 220 a.C. da Attalo I di Pergamo per celebrare la sua vittoria contro i Galati.

Anche i sovrani ellenistici non seppero rinunciare ai servizi mercenari offerti dai Celti. Antigono Gonata assoldò nel suo esercito i superstiti della battaglia di Lisimachia. Furono forse gli stessi che nel 274 a.C., schierati in retroguardia contro Pirro, si lasciarono massacrare senza indietreggiare, di fronte alla defezione dell'avanguardia macedone.
Quattromila Celti, intorno al 277-276 a.C. morirono poi su un'isola del Nilo, dopo esservi stati confinati da Tolomeo Filadelfo che, avutili al suo servizio, voleva impedirne la ribellione.

## Lista delle più importanti battaglie celtiche
- 284 a.C., Battaglia di Arezzo,
- 283 a.C., Battaglia del lago Vadimone,
- 279 a.C., Battaglia delle Termopili,
- 277 a.C., Battaglia di Lisimachia,
- 225 a.C., Battaglia di Talamone,
- 225 a.C., Battaglia di Fiesole,
- 222 a.C., Battaglia di Clastidium,
- 200 a.C., Battaglia di Cremona,
- 194 a.C., Battaglia di Mutina,
- 105 a.C., Battaglia di Arausio
- 102 a.C., Battaglia di Aquae Sextiae
- 101 a.C., Battaglia di Vercelli
- 58 a.C., Battaglia del fiume Arar
- 58 a.C., Battaglia in Alsazia
- 58 a.C., Battaglia di Bibracte
- 57 a.C., Battaglia del fiume Axona
- 57 a.C., Battaglia del Sabis
- 52 a.C., Battaglia di Alesia
- 52 a.C., Battaglia di Gergovia
- 52 a.C., Battaglia di Lutezia
- 84, Battaglia del monte Graupio

### Esplicative
1. ↑  Livio, V.34.
«Prisco Tarquinio Romae regnante, Celtarum quae pars Galliae tertia est penes Bituriges summa imperii fuit; ii regem Celtico dabant. Ambigatus is fuit [...] hic magno natu [...] Bellovesum ac Segovesum sororis filios impigros iuvenes missurum se esse in quas di dedissent auguriis sedes ostendit; quantum ipsi vellent numerum hominum excirent ne qua gens arcere advenientes posset. [...] Ipsi per Taurinus saltus que Duriae Alpes transcenderunt; fusisque acie Tuscis haud procul Ticino flumine.»

### Bibliografiche
1. ↑  Villar, cit., p. 446; Bernard Comrie, La famiglia linguistica indoeuropea, in Anna Giacalone Ramat-Paolo Ramat, Le lingue indoeuropee, p. 377.
2. ↑  Fischer-Fabian, S. (1985), I germani, Milano, Garzanti, pp. 15-18.
3. 1 2  Barry W. Cunliffe, Iron Age Communities in Britain Ch. 19 Warfare, ISBN 0-415-34779-3; Venceslas Kruta, Les Celtes. Histoire et dictionnaire, Éditions Robert Laffont, Parigi, 2000, p. 425
4. ↑  Venceslas Kruta, Les Celtes. Histoire et dictionnaire, p. 425
5. ↑  Polibio, Storie, II.17.
6. ↑  Kruta, Venceslaus (2003), La grande storia dei celti. La nascita, l'affermazione e la decadenza, Newton Compton, pp. 250-251.
7. ↑  Di questi rapporti era a conoscenza Aristotele, Politica (1280a 25 (EN)  su Perseus project). Una conferma scritta dei rapporti, almeno con l'ambiente fenicio se non punico, è considerata l'iscrizione bilingue, fenicio-etrusca contenuta nelle Lamine auree di Pyrgi - CIE, 6314-6316.
8. ↑  Polibio, Storie, III.22 (trad. inglese su LacusCurtius).
9. ↑  Ogilvie, R.M. (1995), Le origini di Roma, Il Mulino, pp. 76-77.
10. ↑  Vitali, Daniele (1997), I Celti in Italia, in Moscati, Sabatino (1997) [a cura di], I Celti, Bompiani.
11. ↑  Kruta, Op. Cit., p. 194.
12. ↑  La definizione di Roma come «città greca» fa parte della tradizione, presente nella storiografia ellenica, di una fondazione greca di Roma.
13. ↑  Plutarco, Vite parallele - Temistocle e Camillo, XXII.
14. ↑  Villar, cit., p. 428.
15. ↑  Villar, cit., pp. 428-429.
16. ↑  si trattava dei popoli di Marcomanni, Triboci, Nemeti, Vangioni, Sedusi, Suebi e Arudi, come riporta Cesare nel De bello Gallico, I, 51.
17. ↑  Cesare, De bello Gallico, I, 53,1.
18. ↑  Più precisamente, l'area inizialmente occupata dai Celtiberi si estendeva nelle attuali provincie spagnole di Soria, Guadalajara, La Rioja, Saragozza (parte occidentale, a ovest del capoluogo), Cuenca, Burgos, Teruel e Segovia.
19. ↑  Villar, cit., p. 518.
20. ↑  Ibidem.
21. ↑  Francisco Villar, Gli Indoeuropei e le origini dell'Europa, p. 444.
22. ↑  Cesare, De bello Gallico, IV, 20-35; V, 1, 8-23. La testimonianza cesariana è inoltre integrata da quelle di Dione Cassio (Storia romana, XXXIX, 50-53) e di Floro (Epitome della Storia romana, I, 45).
23. 1 2  Christiane Eluère, I Celti, barbari d'occidente, p. 69-70.
24. ↑  La tradizione è in Livio (Ab Urbe condita, V, 34) che documenta la migrazione (Ver Sacrum) legata al nome dei due fratelli Segoveso e Belloveso.
25. ↑  Christiane Eluère, I Celti, barbari d'occidente, p. 72.
26. 1 2  Kruta, I Celti e il Mediterraneo, p. 47.
27. ↑  Kruta. La grande storia dei Celti, p. 254.
28. ↑  Francisco Villar, Gli Indoeuropei e le origini dell'Europa, p. 443.
29. 1 2  Musti, op. cit., p. 518.
30. ↑   A Dictionary of the Roman Empire Oxford paperback reference, 1995,  p. 202, ISBN 0-19-510233-9.
31. ↑   Simon Hornblower e Antony Spawforth, The Oxford Classical Dictionary, 2003,  p. 1106.
32. ↑   Barbara Ann Kipfer, Encyclopedic Dictionary of Archaeology, 2000,  p. 251.
33. ↑  Dalla quale deriva il termine "sicario".
34. ↑   Z.H. Archibald, The Odrysian Kingdom of Thrace: Orpheus Unmasked, Oxford Monographs on Classical Archaeology, 1998,  p. 203, ISBN 0-19-815047-4.
35. ↑   Complete Encyclopedia Of Arms & Weapons, 1986, ISBN 0-517-48776-4.
36. ↑  HaA(1200-1000), HaB(1000-800).
37. ↑   Peter Wilcox e Gerry Embleton, Rome's enemies: Germanics and Dacians, 1982,  p. 35, ISBN 0850454735.
38. ↑  Ion Grumeza, Dacia: Land of Transylvania, Cornerstone of Ancient Eastern Europe, 2009, p. 50.
39. ↑  Ion Grumeza, Dacia: Land of Transylvania, Cornerstone of Ancient Eastern Europe, 2009, p. 88.
40. ↑  Strabone, Geografia, VII, 5: «I Daci usavano spesso gli Scordisci come loro alleati».
41. 1 2  Kruta, La grande storia dei Celti, p. 257.

### Fonti primarie
- Cassio Dione, Storia romana, versione inglese con excerpta bizantini a fronte, su LacusCurtius.
- Cesare, De bello Gallico (testo latino)
- Eutropio, Breviarium historiae romanae (testo latino) .
- Floro, Epitomae liber II (testo latino)  e versione inglese su LacusCurtius.
- Livio:
  - Ab Urbe condita libri (testo latino) ;
  - Periochae (testo latino) .
- Plutarco, Vite parallele,  Testo greco su Βικιθήκη e versione inglese su LacusCurtius.
- Plinio il Vecchio, Naturalis Historia (testo latino) .
- Strabone, Geografia, V QUI la versione inglese.
- Svetonio, De vita Caesarum (testo latino)  e versione inglese su LacusCurtius.
- Tacito, De vita et moribus Iulii Agricolae (testo latino) .
- Velleio Patercolo, Historiae Romanae Ad M. Vinicium Libri Duo (testo latino)  e versione inglese.

### Studi
- Stephen Allen e Wayne Reynolds, Celtic warrior, 300 BC-AD 100, 1ª ed., Oxford, Osprey Publishing, 25 aprile 2001, ISBN 1-84176-143-5.
- J.D. Cowen, The Hallstatt Sword of Bronze: on the Continent and in Britain, in Proceedings of the Prehistoric Society, n. 33, 1967.
- Barry W. Cunliffe, Iron Age Communities in Britain, London, Routledge, 2005, ISBN 0-415-34779-3.
- Christiane Eluère, I Celti, barbari d'occidente, Universale Electa/Gallimard, 1984, ISBN 88-16-43628-X.
- Peter Berresford Ellis, The Celts: A History, Caroll & Graf, 1998, ISBN 0-7867-1211-2.
- Dennis William Harding, The Iron Age in northern Britain: Celts and Romans, natives and invaders, London, Routledge, 2004.
- Venceslas Kruta, I Celti e il Mediterraneo, Milano, Jaca Book, 2004, ISBN 88-16-43628-X.
- Venceslas Kruta, La grande storia dei Celti. La nascita, l'affermazione e la decadenza, Roma, Newton & Compton, 2004, ISBN 88-8289-851-2.
- Venceslas Kruta, Mondo greco e mondo celtico: incontro di due culture, in Giovanni Pugliese Carratelli (a cura di), I Greci in Occidente, Bompiani, 1996,  pp. 585-590, ISBN 88-452-2821-5.
- Theodor Mommsen, Storia di Roma, 3 voll., Leipzig, 1854-1856.
- Domenico Musti, Storia greca, Roma-Bari, Laterza, 2003, ISBN 978-88-420-3968-6.
- Robert M. Ogilvie, Le origini di Roma, a cura di Elio Lo Cascio, traduzione di Milena Dai Pra Piovesana, revisione di Alfredina Storchi Marino, Bologna, Il Mulino, 1995, ISBN 88-15-05041-8.
- Stuart Piggott, Swords and scabbards of the British Early Iron Age, in Proceedings of the Prehistoric Society, n. 16, 1950.
- Daniele Vitali, I Celti in Italia, in Sabatino Moscati (a cura di), I Celti, Antiche Civiltà, Milano, Bompiani, 1997, ISBN 88-452-3199-2.
- Gioal Canestrelli, I Celti e l'arte della guerra, prefazione di Giuseppe Cascarino, Rimini, Il Cerchio, 2010, SBN RAV1933854.